# 貞治之變
貞治之變 （日语：じょうじのへん），或稱貞治政變，發生在日本南北朝時代後期(室町幕府早期)的貞治5年(正平21年，1366)。是令斯波義將(時任室町幕府執事，即之後的管領)與其父斯波高經 (2代將軍的側近，具實力的守護大名)失去權勢的事件。

## 背景
康安元年（1361年），執事細川清氏失勢（康安政變），投降南朝後，斯波高經（出家後法號道朝）受2代將軍足利義詮的信任，於貞治元年（1362年）推薦4男義將出任執事（之後的管領一職）。另一方面，根據《太平記》記載，推翻細川清氏出力甚多的佐佐木道譽（京極高氏），推薦女婿，也就是高經3男氏頼出任執事失敗，因此對高經心懷怨恨。
斯波高經更推舉5男義種擔任小侍所，孫子義高（次男氏經之子）就任引付頭人，貞治4年（1365年）推義種就任侍所職務，幕府中樞要職幾乎集中於斯波氏的手裡。這些舉動引起道譽等有力的守護大名的強烈反彈，貞治2年（1363年）7月，已有謠言甚囂塵上，傳聞反對勢力正集結準備討伐高經，因道譽在同年未能阻止南朝軍入侵攝津，而遭高經解除攝津守護之職。
翌年（貞治3年，1364年），幕府在三條坊門修建御所，要求各地方守護共同分擔相關營建工作時，高經以赤松則祐工期延宕為由而沒收其領地，得罪了赤松氏。另外，負責五条大橋興建工作的佐佐木道譽，為籌募營造費用，向京都各家各戶徵收棟別錢，但高經因建造太慢而自行出資，在幾天之內便將架好橋梁，令道譽顏面盡失。道譽為了報復，在高經招待將軍義詮在家中舉辦宴會同一天，刻意在京都西郊大原野召開壯麗的賞花宴會；對此，高經則以道譽滯納二十分之一稅為由，沒收攝津多田莊，道譽等人與高經的對立已難以避免。

## 事件的經過
貞治5年8月8日（1366年9月13日）夜間，將軍足利義詮突然宣稱，已經識破斯波高經的陰謀，在三條坊門集結軍隊，並遣使命令高經「所詮急可下向、不下向者、可治罰」（按：應急離京返回封地，否將受罰）。高經體悟到事態已無法挽回，翌日早上放火燒掉宅邸，在兒子義將、義種與被官陪伴下往越前潛逃。
放逐高經的理由，表面上是因為興福寺遭高經下屬強徵賦稅，信徒向朝廷控訴所致。。當時也傳說高經被流放是神罰，因為他將春日大社（與藤原氏氏神、氏寺的興福寺有緊密連結）的神木（春日神木）帶回京都。然而，如同上述，一般認為京極氏、赤松氏等大名對高經的不滿，才是迫使將軍義詮作此決斷的原因。《太平記》中，義詮對於拼命辯解的高經，含淚說道：「今世之中，尚無隨我心之事，暫下越前之方，宥諸人懲處」（按：當今時局，即使身為將軍也無法隨心所欲，請暫時前往越前，將寬宥諸人之罪）。
斯波一族安守本分地回到封地越前，不同於在此之前北朝內部政治鬥爭中，落敗的一方往往轉而依附南朝，如觀應之亂中的足利直義、足利尊氏，由義詮側近轉投南朝的仁木義長、細川清氏等。這是因為在足利義詮政權之下，大内弘世・山名時氏等具實力的地方守護大名，在貞治2年（正平18年）歸順北朝（幕府），北朝的優勢在此時已大致確立，全國各地也逐漸從南北朝的動亂中安定下來。高經等人一進入越前後，幕府隨即由京極高秀（道譽之子）、赤松光範、山名氏冬、土岐頼康、畠山義深等大名組織大軍，包圍高經避居的杣山城以及義將的根據地栗屋城。隔年，貞治6年（正平22年，1367年）7月，高經病歿於城内。

## 事變的影響
斯波氏沒落之後，足利義詮隨即沒收其領国若狭、越前、越中、摂津等地的守護職，充為幕府的御料所，派遣奉行人前往管理，恢復寺社本所領並停止半濟制度。義詮藉此壓縮地方有力守護大名的權力，同時重獲公家、寺社的信賴，大大地提高幕府統治的安定。貞治6年（正平22年），仁木義長重回室町幕府，斯波義將也受到許可，上洛朝覲（並復任越中守護的職務），連下野至讃岐的細川頼之（清氏的從兄弟）也上洛，確立了守護大名服從於將軍義詮的足利幕府體制。然而，義詮在此之後突然發病，12月逝世（享年38）。依據遺言，形成由管領細川頼之輔助新將軍義滿的政治體制（《太平記》的故事敘述也隨此事完結）。
然而，義滿・頼之抑制守護的政策，使反對賴之的一派逐漸增加，頼之的專斷如同義詮時期高經権勢再現。結局與高經因貞治之變而失勢一樣，由於康曆政變，頼之受到罷免，並被迫出家。代之而起的是高經之子・義將成為管領。義滿利用政變強化將軍権力一事，與父親任內的貞治之變有異曲同工之妙。義滿之後更討伐土岐氏、山名氏、大内氏，從而奠立了室町幕府全盛時期。

## 相關項目
- 南北朝時代
- 太平記